# Mysmenopsis tibialis
Mysmenopsis tibialis är en spindelart som först beskrevs av Bryant 1940.  Mysmenopsis tibialis ingår i släktet Mysmenopsis och familjen Mysmenidae.
Artens utbredningsområde är Kuba. Inga underarter finns listade i Catalogue of Life.